# Trumm-Bergmans
Trumm-Bergmans (soms geschreven als: Trumm & Bergmans) was een pijpenfabriek die van 1855–1972 heeft bestaan in de Nederlandse stad Weert.
De fabriek werd te Maastricht in 1846 opgericht door telgen van pijpenmakersgeslachten uit het Westerwald en verhuisde in 1855 naar Weert, waar het een van de eerste industriële bedrijven was. Een kleipijpenoven uit 1856 is nog te zien bij de Biesterbrug. De emailleeroven is echter afgebroken. Een collectie pijpen bevindt zich in het Gemeentemuseum Weert.
Naast gewone pijpen maakte de fabriek ook zogenaamde bedevaartspijpen. Dit waren souvenirs met de afbeelding van de betreffende heilige erop. Verder werden er zouavenpijpen gefabriceerd.
Vanaf 1933 werden geen stenen pijpen meer gefabriceerd, doch ging men geheel over op houten, zogenaamde Bruyère-pijpen. In 1972 werd het bedrijf beëindigd.

## Externe bron
- Jos Engelen, 2006. Pijpenfabriek Trumm-Bergmans Weert, uitgave in eigen beheer.